# Conophyma shumakovi
Conophyma shumakovi är en insektsart som beskrevs av Ganna O. Naumovich 1986. Conophyma shumakovi ingår i släktet Conophyma och familjen Dericorythidae. Inga underarter finns listade i Catalogue of Life.